# Ibrahim Rugova
Ibrahim Rugova (n. 2 decembrie 1944, Cerrcë⁠(d), Istog Municipality⁠(d), Provincia Autonomă Kosovo și Metohia, Serbia – d. 21 ianuarie 2006, Priștina, Serbia și Muntenegru) a fost primul președinte al statului Kosovo, în perioada 1992–2006.